# Labastide-de-Virac
Pour les articles homonymes, voir Labastide et Virac.
Labastide-de-Virac est une commune française située dans le département de l'Ardèche, en région Auvergne-Rhône-Alpes. Elle fait partie de l'ancienne région historique du Vivarais.
Ses habitants sont appelés les Bastidains et les Bastidaines.

## Géographie

### Situation et description
Petite commune à l'aspect essentiellement rural, le village de Labastide-de-Virac est rattaché à la communauté de communes des Gorges de l'Ardèche, laquelle est située dans le sud du département de l'Ardèche

### Climat
Pour des articles plus généraux, voir Climat d'Auvergne-Rhône-Alpes et Climat de l'Ardèche.
En 2010, le climat de la commune est de type climat méditerranéen altéré, selon une étude du CNRS s'appuyant sur une série de données couvrant la période 1971-2000. En 2020, Météo-France publie une typologie des climats de la France métropolitaine dans laquelle la commune est dans une zone de transition entre le climat de montagne et le climat méditerranéen et est dans la région climatique Provence, Languedoc-Roussillon, caractérisée par une pluviométrie faible en été, un très bon ensoleillement (2 600 h/an), un été chaud (21,5 °C), un air très sec en été, sec en toutes saisons, des vents forts (fréquence de 40 à 50 % de vents > 5 m/s) et peu de brouillards.
Pour la période 1971-2000, la température annuelle moyenne est de 12,7 °C, avec une amplitude thermique annuelle de 17,2 °C. Le cumul annuel moyen de précipitations est de 1 006 mm, avec 6,6 jours de précipitations en janvier et 3,9 jours en juillet. Pour la période 1991-2020, la température moyenne annuelle observée sur la station météorologique de Météo-France la plus proche, « Orgnac Aven », sur la commune d'Orgnac-l'Aven à 5 km à vol d'oiseau, est de 14,2 °C et le cumul annuel moyen de précipitations est de 971,1 mm,. Pour l'avenir, les paramètres climatiques de la commune estimés pour 2050 selon différents scénarios d'émission de gaz à effet de serre sont consultables sur un site dédié publié par Météo-France en novembre 2022.

### Hydrographie
La partie orientale du territoire communal est longé par l'Ardèche, affluent droit du Rhône de 125,1 km de longueur, qui a donné son nom au département où est implanté la commune.

## Urbanisme

### Typologie
Au 1er janvier 2024, Labastide-de-Virac est catégorisée commune rurale à habitat dispersé, selon la nouvelle grille communale de densité à 7 niveaux définie par l'Insee en 2022.
Elle est située hors unité urbaine et hors attraction des villes,.

### Occupation des sols
L'occupation des sols de la commune, telle qu'elle ressort de la base de données européenne d’occupation biophysique des sols Corine Land Cover (CLC), est marquée par l'importance des forêts et milieux semi-naturels (85,8 % en 2018), en diminution par rapport à 1990 (87,3 %). La répartition détaillée en 2018 est la suivante : forêts (84,7 %), zones agricoles hétérogènes (9,6 %), cultures permanentes (3,5 %), zones urbanisées (1,2 %), milieux à végétation arbustive et/ou herbacée (1,1 %).
L'évolution de l’occupation des sols de la commune et de ses infrastructures peut être observée sur les différentes représentations cartographiques du territoire : la carte de Cassini (XVIIIe siècle), la carte d'état-major (1820-1866) et les cartes ou photos aériennes de l'IGN pour la période actuelle (1950 à aujourd'hui).

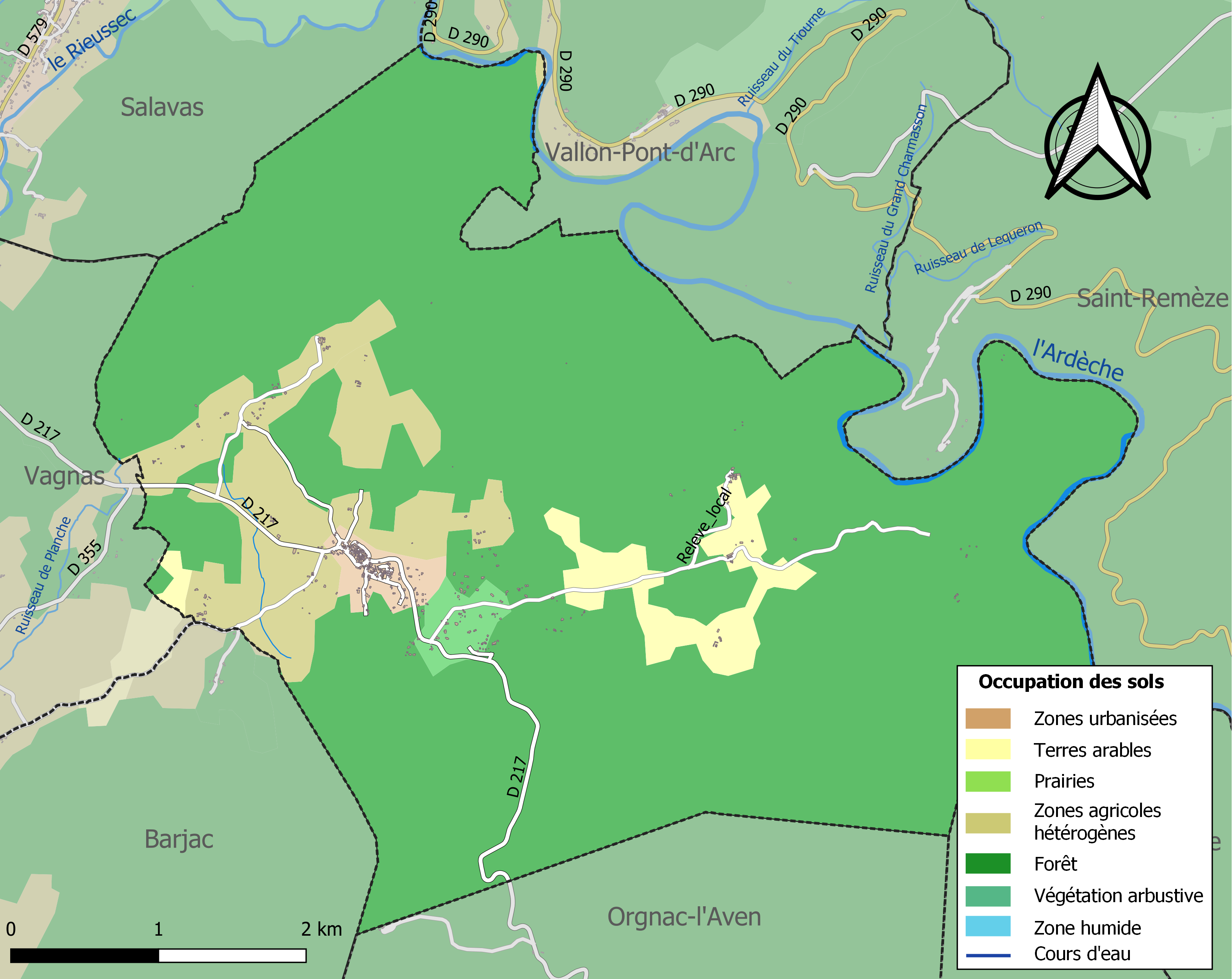
Carte des infrastructures et de l'occupation des sols de la commune en 2018 (CLC).

## Histoire
Au XVIe siècle, la terre de Labastide devient la possession de Philippe Sautel, seigneur de Barjac. Son fils, Claude bâtie une maison forte qui prend le nom de Roure à la suite du mariage d'une de ses filles avec Pierre de Beauvoir du Roure.
Le 3 mars 1944, accusés d'avoir aidé le maquis Bir-Hakeim, 16 habitants de tous âges du village sont exécutés par des éléments de la 9e Panzerdivision SS Hohenstaufen. Une stèle commémore le nom de quinze martyrs, le seizième étant demeuré inconnu. En 2019, le journaliste Olivier Bertrand publie Les Imprudents où, après une enquête minutieuse, il dévoile le nom du seizième exécuté.

### Jumelage
Labastide-de-Virac est jumelée avec la commune rurale de Mahambo (Madagascar).

## Politique et administration

### Liste des maires
| Période                                  | Période   | Identité        | Étiquette | Qualité     |
| ---------------------------------------- | --------- | --------------- | --------- | ----------- |
| Les données manquantes sont à compléter. |           |                 |           |             |
| mars 1971                                | mars 1983 | Louis Bense     |           | Employé PTT |
| mars 1983                                | mars 1989 | Roger Dubois    |           |             |
| mars 1989                                | mars 2001 | Henri Chante    |           |             |
| mars 2001                                | En cours  | Jacques Marron, | DVD       | Agriculteur |

## Population et société

### Démographie
L'évolution du nombre d'habitants est connue à travers les recensements de la population effectués dans la commune depuis 1793. Pour les communes de moins de 10 000 habitants, une enquête de recensement portant sur toute la population est réalisée tous les cinq ans, les populations de référence des années intermédiaires étant quant à elles estimées par interpolation ou extrapolation. Pour la commune, le premier recensement exhaustif entrant dans le cadre du nouveau dispositif a été réalisé en 2007.

En 2022, la commune comptait 322 habitants, en évolution de +11,81 % par rapport à 2016 (Ardèche : +2,48 %, France hors Mayotte : +2,11 %).
| 1793 | 1800 | 1806 | 1821 | 1831 | 1836 | 1841 | 1846 | 1851 |
| ---- | ---- | ---- | ---- | ---- | ---- | ---- | ---- | ---- |
| 307  | 250  | 226  | 244  | 364  | 379  | 415  | 424  | 463  |

| 1856 | 1861 | 1866 | 1872 | 1876 | 1881 | 1886 | 1891 | 1896 |
| ---- | ---- | ---- | ---- | ---- | ---- | ---- | ---- | ---- |
| 480  | 492  | 498  | 476  | 462  | 392  | 404  | 425  | 411  |

| 1901 | 1906 | 1911 | 1921 | 1926 | 1931 | 1936 | 1946 | 1954 |
| ---- | ---- | ---- | ---- | ---- | ---- | ---- | ---- | ---- |
| 414  | 405  | 380  | 304  | 287  | 269  | 256  | 211  | 170  |

| 1962 | 1968 | 1975 | 1982 | 1990 | 1999 | 2006 | 2007 | 2012 |
| ---- | ---- | ---- | ---- | ---- | ---- | ---- | ---- | ---- |
| 155  | 145  | 155  | 184  | 193  | 218  | 211  | 210  | 249  |

| 2017 | 2022 | - | - | - | - | - | - | - |
| ---- | ---- | - | - | - | - | - | - | - |
| 301  | 322  | - | - | - | - | - | - | - |

### Enseignement
La commune est rattachée à l'académie de Grenoble.

### Médias
La commune est située dans la zone de distribution de deux organes de la presse écrite :
- L'Hebdo de l'Ardèche

Il s'agit d'un journal hebdomadaire français basé à Valence et couvrant l'actualité de tout le département de l'Ardèche.
- Le Dauphiné libéré

Il s'agit d'un journal quotidien de la presse écrite française régionale distribué dans la plupart des départements de l'ancienne région Rhône-Alpes, notamment l'Ardèche. La commune est située dans la zone d'édition de Privas.

### Manifestations culturelles et festivités
Chaque année, le premier dimanche de mars, une cérémonie réunit les autorités locales aux fins de se souvenir du massacre des Crottes. En hommage à ces familles, une rue du hameau a été baptisée "Impasse des martyrs" en 2018.

## Culture locale et patrimoine

### Lieux et monuments
- Le Pont d'Arc, dont la moitié est situé sur la commune ;
- Les gorges de l'Ardèche, qui font partie de la réserve naturelle des Gorges de l'Ardèche ;
- Le château des Roure est un château du XIVe siècle, classé Monument historique. Il fut un haut lieu des guerres de Religion de la région du Vivarais, pour surveiller le passage du pont d'Arc, jusqu'à la révolte des Camisards. Il comprend une ancienne magnanerie et offre une très belle vue panoramique sur les Cévennes[24] ;
- L'église Saint-André ;
- La chapelle Saint-Roman ;
- Le temple protestant de l'Église Unie ;
- L'église Saint-Étienne de Virac.

### Héraldique
|  | Labastide-de-Virac possède des armoiries dont l'origine et le blasonnement exact ne sont pas disponibles. |